# 藥師琉璃光七佛本願功德經
《藥師琉璃光七佛本願功德經》（梵文：Saptatathāgatapūrvapraṇidhānaviśeṣavistara(sūtra)，藏文：De-bshin-gśegs-pa bdun-gyi sṅon-gyi smon-lam-gyi khyad-par rgyas-pa），另稱《七佛藥師經》，由唐代高僧義淨所譯，收錄於大正藏經集部第14冊、乾隆藏大乘五大部外重譯經36冊第168部，另於嘉興藏、永樂北藏、開寶藏、中華藏、高麗藏、房山石經等藏經中皆有收錄此經。此經主要在描述，藥師七佛名號、七位佛陀所在佛國世界的殊勝莊嚴以及各自所發的大願，並說明恭敬受持七佛名號、如法供養、流布此經典的殊勝功德。

## 內容概要

### 卷上
當時，釋迦牟尼佛於印度廣嚴城樂音樹下，諸位菩薩摩訶薩、比丘眾八千人、天龍八部人非人等無量眾生恭敬圍繞著釋迦牟尼佛，聽聞說法。此時，曼殊室利法王子，合掌恭敬向請求釋迦牟尼佛宣說諸佛名號、過去發何種誓願利益眾生以及該佛世界的殊勝莊嚴，令聞受到的眾生業障消除乃至得證菩提。釋迦牟尼佛則讚嘆曼殊室利法王子能作此提問，然後便向大眾宣說東方七位如來的佛號、該佛淨土名號以及佛土的殊勝莊嚴，並分別宣說七位佛陀在行菩薩道時發何願力來利益眾生。七佛佛號以及淨土名號如下：
- 「善名稱吉祥王如來」，佛世界名號「光勝」。
- 「寶月智嚴光音自在王如來」，佛世界名號「妙寶」。
- 「金色寶光妙行成就如來」，佛世界名號「圓滿香積」。
- 「無憂最勝吉祥如來」，佛世界名號「無憂」。
- 「法海雷音如來」，佛世界名號「法幢」。
- 「法海勝慧遊戲神通如來」，佛世界名號為「善住寶海」。
- 「藥師琉璃光如來」，佛世界名號為「淨琉璃」。

### 卷下
釋迦牟尼佛向曼殊室利說明藥師琉璃光如來的淨琉璃世界之殊勝莊嚴，以及得聞藥師琉璃光如來名號的殊勝功德，可令諸眾生（包含種種造惡眾生）獲得殊勝佛力加持，令眾生們消除業障，乃至成就菩提，然後演說藥師佛灌頂真言，加持大眾病苦消除，受安隱樂，並指導大眾應恭敬常念此咒，可令病苦之人，吉祥如意、無病延年，命終後生於藥師佛國世界進而成就菩提。接著，釋迦牟尼佛告訴曼殊室利法持誦此七佛名號、流傳此經的殊勝功德，並叮囑阿難尊者，稱揚七佛名號的功德，不可思議，勿生懷疑，此等甚深的境界，除了一生補處菩薩外，一切聲聞及獨覺等是無法完全理解的。
接著救脫菩薩向釋迦牟尼佛報告，如有後世眾生，受持七佛名號、如法做諸佛事（造佛形象、放生修福等等），可獲得殊勝加持，並回應阿難尊者的提問，說明九橫之佈，因此勸說大眾多行佛事，然燈造幡，放生修福，令度苦厄，不遭受九橫之難。此時，大眾中的十二藥叉大將恭敬的向釋迦世尊報告，願護持恭敬供養、受持此經典或受持此七佛名號的修行人，令其饒益安樂、所願滿足。接著在聚會中有很多天人眾，對於曾經得聞七佛名號便可獲得無邊的殊勝功德這件事心生疑惑，釋迦世尊得知大眾心中所想，便入定以佛力召請七位佛陀來到現場與大眾相見，諸天人眾見到七位佛陀皆來聚會，疑惑頓時消除，並且讚嘆釋迦牟尼佛，為消除大眾的疑念，居然將七位佛陀請到聚會現場，然後各自以妙香華、瓔珞、諸天伎樂供養佛陀，遶佛七匝，合掌禮敬，讚嘆佛陀的境界不可思議！

供養完畢後，曼殊室利向釋迦佛陀請求宣說大力神呪，令眾生得受佛陀加持。當時由七位佛陀共同宣說如來定力琉璃光長咒加持大眾，接著釋梵四天王亦演說擁護神咒、執金剛菩薩演說陀羅尼，並勸請大眾常受持七佛名號、恭敬供養七位佛陀以及持誦此神咒，可獲得殊勝的加持，離苦得樂，所求願滿，乃至於成就菩提。

## 外部連結
- 藥師琉璃光七佛本願功德經釋義 （页面存档备份，存于）
- 台灣學佛網 藥師琉璃光七佛本願功德經 （页面存档备份，存于）
- 乾隆大藏經第36冊 藥師琉璃光七佛本願功德經 （页面存档备份，存于）
- 藥師七佛介紹 （页面存档备份，存于）